# Bartholomew de Burghersh
Bartholomew de Burghersh (ur. 1287/1296, zm. 3 sierpnia 1355 w Dover) – angielski możnowładca, młodszy syn Roberta de Burghersh, 1. barona Burghersh, i Maud de Badlesmere, córki Guncelina de Badlesmere.
Burghersh obracał się w otoczeniu swojego wuja, lorda Badlesmere'a. U jego boku wziął udział w ekspedycji do Szkocji w 1317 r. Podczas wojny króla Edwarda II z baronami w 1321 r. Burghersh razem z wujem przyłączyli się do rebeliantów. Zostali pojmani po ich klęsce pod Boroughbridge w 1322 r. Badlesmere został powieszony, a Burghershowi udało się uzyskać wybaczenie od królowej Izabeli.
W 1326 r. poparł działania królowej Izabeli i jej kochanka, Rogera Mortimera, które doprowadziły do obalenia i zamordowania Edwarda II. W 1327 r. Burghersh objął stanowisko lorda namiestnika Pięciu Portów. Sprawował je do 1330 r. Rok wcześniej otrzymał tytuł 1. barona Burghersh. W tym samym roku został wyprawiony z poselstwem do króla Francji Filipa VI i papieża Jana XXII. Od 1335 r. Burghersh był głównym sędzią królewskim na południe od rzeki Trent. Był nim do 1343 r. Po wybuchu wojny stuletniej w 1337 r. otrzymał godności Lorda Szambelana, szeneszala Ponthieu oraz admirałem Zachodu.
Burghersh brał również udział w licznych wojnach Edwarda III przeciwko Szkocji i Francji. 26 sierpnia 1346 r. brał udział w bitwie pod Crécy. W tym czasie posłował również na dwór papieski do Awinionu. Później brał udział w obleżeniu Calais.
Po śmierci swojego brata, biskupa Henry’ego Burghersha, odziedziczył większość swoich rodowych ziem. W 1341 r. został rycerzem „banneretem”. W 1348 r. ponownie został lordem strażnikiem Pięciu Portów. 27 czerwca 1355 r. otrzymał urząd konstabla Tower of London. Wkrótce, podczas pobytu w zamku Dover, poczuł się źle i zmarł tam 3 lipca 1355 r.
Przed 11 czerwca 1320 r. poślubił Elizabeth de Verdun (zm. 1360), córkę Theobalda de Verdun, 2. barona Verdun, i Maud de Mortimer, córki sir Edmunda de Mortimer. Bartholomew i Elizabeth mieli razem trzech synów i dwie córki:
- Henry de Burghersh (zm. listopad 1348), ożenił się z Isabel St. John, nie miał dzieci
- Bartholomew de Burghersh (ok. 1329 – 5 kwietnia 1369), 2. baron Burghersh
- Thomas de Burghersh
- Joan de Burghersh, żona Johna Mohuna, 2. barona Mohun, miała z nim dwie córki, Elizabeth i Philippe, które poślubiły 2. hrabiego Salisbury i 2. księcia Yorku
- Margaret de Burghersh, żona Maurice’a FitzGeralda, 4. hrabiego Kildare, miała dzieci